# Aston Martin DB9
Aston Martin DB9 je luksuzni sportski automobil kojeg proizvodi engleski proizvođač automobila Aston Martin. Predstavljen je 2004. kao zamjena za DB7 u kupe inačici, a 2006. i kao Volante, odnosno kabriolet. DB9 je prvi automobil koji se proizvodi u novoj Astonovoj tvornici u gradu Gaydonu. Dizajn potpisuje poznati engleski dizajner Ian Callum. Zamišljen je kao tržišni protivnik Ferrariju F430, Lamborghini Gallardu i sličnima.
Obje izvedbe modela DB9 pogoni V12 motor od šest litara obujma, preuzet iz modela Vanquish. 
U znak Aston Martinove pobjede na 24 sata Le Mansa 2007. godine, proizvedena je i posebna serija od samo 124 automobila nazvana DB9 LM. Sva 124 automobila su obojena u posebnu srebrnu boju nazvanu Sarthe Silver.
BD9 ima i veoma uspješnu trkaću karijeru u kojoj se zove DBR9. Pobijedio je na mnogo svjetski poznatih utrka, uključujući 24 sata Le Mansa, 12 sati Sebringa i u mnogim utrkama FIA GT prvenstva.

## Tehnički podaci
|                         | Aston Martin DB9        | Aston Martin DB9 (2008) |
| ----------------------- | ----------------------- | ----------------------- |
| Cilindara/Ventila       | V12/48                  | V12/48                  |
| Obujam (cm³)            | 5935                    | 5935                    |
| Snaga (kW/KS pri)       | 335/456 pri 6000        | 350/476 pri 6000        |
| Okretni moment (Nm/min) | 570/5000                | 600/5000                |
| 0-100 km/h              | 4,9 s (5,1 s automatik) | 4,8 s                   |
| Maksimalna brzina       | 301                     | 306                     |

## Vanjska poveznica
Aston Martin